# Solwatacja

Kation sodu solwatowany przez cząsteczki wody

Solwatacja – proces otaczania cząsteczek rozpuszczanego związku chemicznego przez cząsteczki rozpuszczalnika.
Solwatacja występuje zwykle w rozpuszczalnikach silnie polarnych, zwłaszcza gdy rozpuszczany związek też ma silne własności polarne lub posiada wiązania jonowe. Rozpuszczalnik ma tendencję w takich przypadkach do tworzenia dość trwałej otoczki o grubości dochodzącej do 4 lub 5 cząsteczek wokół cząsteczki rozpuszczonego związku. Otoczka ta, zwana otoczką solwatacyjną, powstaje na skutek słabych oddziaływań elektrostatycznych. W niektórych reakcjach chemicznych otoczka solwatacyjna stanowi przeszkodę spowalniającą reakcję. Z drugiej strony zjawisko solwatacji prowadzi do dysocjacji elektrolitycznej w roztworach.
Jeśli rozpuszczalnikiem jest woda, proces solwatacji nazywa się hydratacją.